# In Jackson Heights
In Jackson Heights ist ein Dokumentarfilm des amerikanischen Filmemachers Frederick Wiseman aus dem Jahr 2015. Der Film porträtiert das multikulturelle Stadtviertel Jackson Heights und seine Einwohner in Queens, New York.
Der Film gewann den New York Film Critics Circle Award in der Kategorie „Best Non-Fiction Film“.